# Flamskål
Flamskål (Perrotia flammea) är en svampart som först beskrevs av Alb. & Schwein., och fick sitt nu gällande namn av Jean Louis Emile Boudier 1901. Flamskål ingår i släktet Perrotia och familjen Hyaloscyphaceae.  Arten är reproducerande i Sverige. Inga underarter finns listade i Catalogue of Life.